# Sadkowice
Sadkowice è un comune rurale polacco del distretto di Rawa, nel voivodato di Łódź.
Ricopre una superficie di 121,08 km² e nel 2006 contava 6 040 abitanti.